# Flueggea jullienii
Flueggea jullienii är en emblikaväxtart som först beskrevs av Lucien Beille, och fick sitt nu gällande namn av Grady Linder Webster. Flueggea jullienii ingår i släktet Flueggea och familjen emblikaväxter. Inga underarter finns listade i Catalogue of Life.